# Valle de Toluca
El Valle de Toluca, antiguamente llamado Matlatzinco, es un valle localizado en el centro-oeste del Estado de México en México. Está separado del valle de México por la Sierra de las Cruces. Forma parte de la cuenca del Río Lerma y está rodeado de altas montañas, la principal de las cuales es el Nevado de Toluca o Xinantécatl. El valle alberga la Zona Metropolitana del Valle de Toluca, una de las mayores aglomeraciones del país, formada alrededor de la capital mexiquense Toluca de Lerdo, limita al oeste con el Valle de Quencio, al norte y noreste con el Valle de México, al sur con Tierra Caliente y al este y sureste con el Valle de Cuernavaca.

## Historia
En México existen ciudades cuya relevancia cultural ha sido relegada o pasado despercibida por distintas razones. Una de ellas es Toluca. Ubicada en el valle de Matlazinco, hoy valle de Toluca, tiene una historia de más de 10 000 años. El Valle de Toluca es una región beneficiada por la naturaleza: hay mantos acuíferos, tierra fértil y clima muy propicios para el desarrollo de la vida y la producción de alimentos. Los vestigios arqueológicos encontrados en el valle muestran cómo fue la vida en las diferentes etapas del desarrollo de la civilización local, iniciando en el período preclásico, las guerras y conquistas entre pueblos autóctonos,  la conquista por los españoles, el México independiente hasta el proceso de industrialización que inició mediados del siglo XX y continúa en nuestros días.
En el aspecto cultural, esta región ha pasado por etapas de desarrollo bien definidas y que han influenciado a otras zonas, como lo demuestran artículos de barro encontrado en Centroamérica que procedían de artesanos del Valle de Toluca. Los 400 años de dominación no borraron del todo la forma de vida tradicional. Muchas costumbres autóctonas se han modificado de una forma aceptable a la religión católica. Aún hoy en día es posible ver algunas de ellas en los pueblos del Valle de Toluca.